# 日治初期台灣史料調查
日治初期台灣史料調查指1894年甲午戰爭爆發，日本官方啟動對臺灣的調查。1895年台湾總督府建立，日报政府委託學術單位或總督府各局處展開對殖民地台灣地理、氣候、自然資源、物產、人文狀況等各項調查，產出大量的報告與紀錄。其調查工作結果被認為具有奠定近代台灣科學的地理學、地質學、氣象學、動物學、植物學、醫學、歷史學、語學等實證研究之基礎。在史學領域部分，在台灣歷史資料調查、彙編基礎上，日本史學界也產生了殖民地台灣史學的研究領域。

## 計畫經過
日本領台之前，日本大本營派遣東京帝國大學教授、學生數人，前往朝鮮、遼東半島佔領地。1895年1月日本決定出兵台灣，志賀重昂主張應編列經費，資助動物、植物、農學、醫學、氣象等學者前往台灣學術探險。日本領台後，東京帝國大學理學士小川琢治受東京帝學學會委託，依據英、德、法、中、日文資料，編著《台灣諸島志》。之後東京帝國大學師生陸續應聘總督府調查、規劃、顧問之人員。以民政局為例，以囑託、雇員、技手、技師等職位網羅專家、學者成為技術官僚。:29東京帝國大學的學術探險事業，被稱為「日本殖民地學術研究的先聲」。:6

## 成果

### 東京帝國大學調查成果
歷史資料部分，1896年5月拓植省聘僱東京帝國大學院學生村下直次郎蒐集台灣史料。村上先前往日本各地，調查《異國高砂》古文書、鄭成功、濱田彌兵衛事蹟，以及台日往來資料。11月，村上於台灣西部各地勘查古蹟、遺址、寺廟等，徵集古文書、古器物，此時出土台南城東北三里的平埔族「新港文書」古文書41件。 :31村上完成台灣調查後，轉赴廈門、福州、香港、廣州、上海等地，蒐集有關台灣的中西文書籍，並將結果發表於《史學雜誌》上發表新港文書研究。:311898年1月總督府聘請台灣歷史編纂事務囑託，前往台灣南部及鹿耳島、沖繩蒐集台灣相關史料。

### 台灣總督府歷史調查與編纂
總督府設立後，學務部打算調查台灣史地資料，編纂新志書作為施政參考。1895年9月，台北縣擬定「資料蒐集要點」，擬蒐集台灣建省前後賦課及管理原住民之舊檔、施行於台灣之特別法律規則、保甲組織舊檔、台灣全島志書和府縣志、最近五年閩粵來台資料、建省以來清廷對台之詔諭和命令、各項稅收徵收清冊等。清代各地官府舊檔、圖書均列冊送總督府相關單位保存。此外，民政局亦採購台灣相關圖書以備施政參考，包含史志、傳記、地理、紀行類圖書等中西文書籍。:2001
總督府各局處也聘請專家從事文獻調查與蒐集。民政局1895年11月聘請伊能嘉矩從事原住民調查及台灣歷史、地理調查研究；伊能也致力於海內外收購或向台灣士紳徵求文獻，或前往各地踏勘史蹟、寺廟、碑文、牌坊等考證資料的蒐集。1902年伊能嘉矩出版《台灣志》卷一、二，其參考主要文獻紀有中文76種、日文64種、西文20種，該書為伊能嘉矩研究台灣史最早的代表性成果。:2024其後陸續出版《台灣城志》、《台灣行政區志》、《台灣年表》等。如1903年伊能嘉矩、小林里平合編《台灣年表》開列「關於台灣的文獻目錄」計有中文180種、日文79種、西文49種，為台灣史研究奠定良好基礎。:2005-16
1895年9月總督府通譯官澤村繁太郎編譯清代撫墾局組織、租稅徵收法等，出版《台灣制度考》。江馬達三郎編譯明末清初的紀傳、名臣奏疏畫冊及文人紀行，編為《台灣史料》，以備將來修史誌材料。1900年初期，台灣守備混成第一旅團司令部通譯野田兵治郎編譯《台灣史料》，係為架構完整、內容詳實的通史論著。:2017-18

## 對學界的影響
1890年日本《史學雜誌》開始有豐臣秀吉要求台灣原住民向日本朝貢之研究；1896年，有村上直次郎的新港文書研究，水津芳德、八木田直次郎的濱田彌兵衛事件研究；1897年，日本史學會委託東京帝國大學理科大學雇員鳥居龍藏調查原住民口碑傳說及歷史事蹟，並於圓山、芝山岩等地發現貝塚、石器、陶器等，為研究史前時代之材料。1901年，東京帝國大學文科大學助教授市村瓚次郎前往北京，在內閣東大庫發現鄭成功史料，發表於《史學雜誌》。:2024-25
通史論著部分，1895年10月宮城縣尋常師範學校教師秋鹿見橘編著《台灣史要》，將台灣史分為倭寇侵略、日蘭衝突、蘭人跋扈、鄭氏割據、清國占領、日本新領，以日台關係為撰述主體。1896年6-9月東京帝國大學文科大學教師德國史學家路德維格·里斯博士演講台灣歷史，並1897年4月發表於《東京獨乙東亞學會雜誌》。1898年，東京帝國大學文科大學大學院學生吉國藤吉翻譯為《台灣島史》，含括台灣最早之住民到清國統治下的台灣等12章，涵蓋1300餘年。隨軍來台的岡年東寧蒐集舊籍、雜書等百餘冊文獻，並踏勘古蹟、訪問耆老，1897年參考台灣各方志而編纂《台灣歷史考》。以《史學雜誌》為園地，歷史學者陸續發表相關台灣史研究成果，台灣史研究已成為日本史學領域之一環。:24-25